# Colegio Sagrado Corazón Sophianum
El Colegio Sagrado Corazón Sophianum es un centro educativo ubicado en el distrito de San Isidro, en Lima. Es dirigido por las religiosas de la Sociedad del Sagrado Corazón de Jesús.

## Historia
Las hermanas de la Sociedad del Sagrado Corazón de Jesús llegaron al Perú en mayo de 1876 con la misión de fundar un Colegio en Lima y una Escuela de Preceptoras. Las religiosas habían acogido la petición del Gobierno del Perú y encargaron a la hermana Ana du Rouser (Vicaria de Chile) la realización del proyecto. 
En julio de 1876, el presidente Manuel Pardo y Lavalle creó la Escuela Normal de Preceptoras, la cual comenzó a funcionar en 1878 con la finalidad de formar al magisterio femenino. Esta escuela sería conocida después como la Escuela Normal de Mujeres.
En 1909, las religiosas fundaron un pensionado fuera de San Pedro, que sería el Colegio Sagrados Corazones de Jesús "León de Andrade" ubicado hasta los años 1940 en la Calle León de Andrade del Jirón Moquegua del Cercado de Lima. 
En 1942 trasladaron la escuela a la Avenida Salaverry y cambiaron el nombre a Sophianum, aludiendo a la palabra sabiduría y a la fundadora de la congregación, Magdalena Sofía Barat.

## Infraestructura
El edificio utilizado es una mansión de estilo neoclásico que data de principios de siglo XX en la Avenida Salaverry.

## Exalumnas
- Clorinda Málaga de Prado, ex primera dama
- Alma Lozano Montenegro, Feminista, pro latina, primer puesto en la University of Mount Union
- Lourdes Alcorta Suero, excongresista
- Rosario Sasieta Morales, excongresista
- Cecilia Blondet Montero, exministra de Promoción de la Mujer
- María Isabel Chabuca Granda Larco, compositora
- Jessica Milagros Álvarez Betancourt, Fundadora y Directora del Centro Psicoterapéutico Bienestat Psicología.
- Laura Bozzo Rotondo, abogada y conductora de televisión
- Elvira Luza Argaluza, coleccionista de arte
- Andrea Montenegro de Freitas, actriz
- Sandra Arana Arce, actriz
- Mariana Larrabure de Orbegoso, exreina de belleza
- Mary Ann Sarmiento Hall, Miss Perú 1953.
- Jenny Samanez González-Vigil, exdeportista, ciclista
- María Isabel Sánchez-Concha Aramburú, escritora
- Ella Krebs, pintora
- Maritza Garrido-Lecca, bailarina y antigua miembro de Sendero Luminoso
- Elsa Galarza Contreras, exministra del Ambiente